# Sport Vereniging Voorwaarts
L'Sport Vereniging Voorwaarts és un club de futbol surinamès de la ciutat de Paramaribo. El club va ser fundat l'1 d'agost de 1919.

## Palmarès
- Lliga surinamesa de futbol: 6 
  - 1936, 1941, 1952, 1957, 1977, 2002
- Copa President de Surinam de futbol: 1 
  - 2002